# Бакльеу
Баклье́у (вьет. Bạc Liêu) — город в южной части Вьетнама. Административный центр провинции Бакльеу.

## История
Старое название города Бакльеу — Виньлой.

## География
Абсолютная высота — 0 метров над уровнем моря. Расположен в дельте реки Меконг, примерно в 300 км к юго-западу от Хошимина.

## Население
По данным на 2013 год численность населения составляет 126 836 человек.
Динамика численности населения города по годам:
| 1979   | 1989   | 2000    | 2013    |
| ------ | ------ | ------- | ------- |
| 72 517 | 83 483 | 100 700 | 126 836 |